# Saint-Michel-l'Observatoire
Pour les articles homonymes, voir Saint-Michel.
Saint-Michel-l'Observatoire est une commune française située dans le département des Alpes-de-Haute-Provence en région Provence-Alpes-Côte d'Azur.
Après un exode rural important, cette commune a retrouvé sa population des années 1850 (plus de 1 000 habitants). Elle a préservé ses richesses patrimoniales : patrimoine bâti, allant du Moyen Âge au XIXe siècle (chapelles, églises, tours, moulins), patrimoine naturel (forêt, champs et rivière), agriculture. Un tourisme s'est développé sur le territoire, inclus dans le parc naturel régional du massif du Luberon. L’observatoire de Haute-Provence est situé sur le territoire de la commune, avec des animations mais aussi une recherche scientifique permanente.

## Géographie

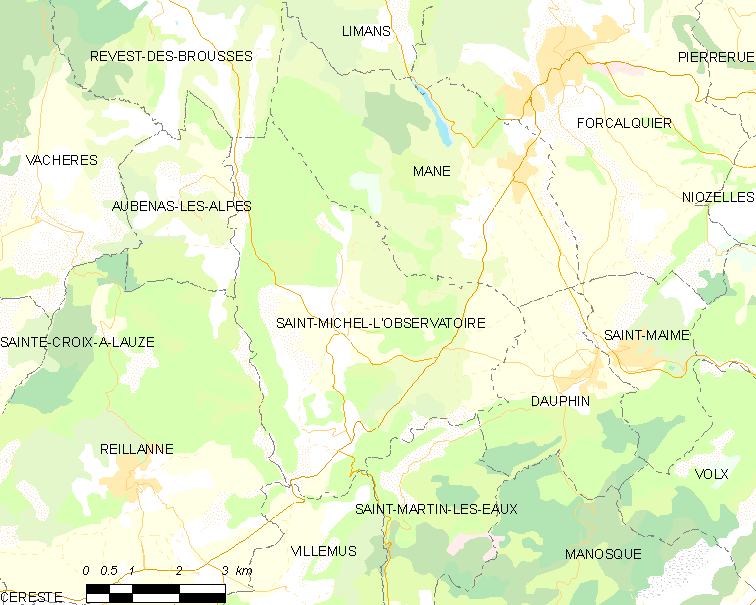
Saint-Michel-l’Observatoire et les communes voisines (cliquez sur la carte pour accéder à une grande carte avec la légende).

Saint-Michel a été choisie comme site d'implantation de l’observatoire de Haute-Provence, vers 600 mètres d'altitude au nord. Un astéroïde (9395) Saint Michel a été ainsi nommé en son honneur.
Le village est situé à 543 m d’altitude. Le rocher de Guérin culmine à 767 mètres sur la commune.
Les communes limitrophes de Saint-Michel-l'Observatoire sont Revest-des-Brousses, Mane, Dauphin, Saint-Martin-les-Eaux, Villemus, Reillanne et Aubenas-les-Alpes.

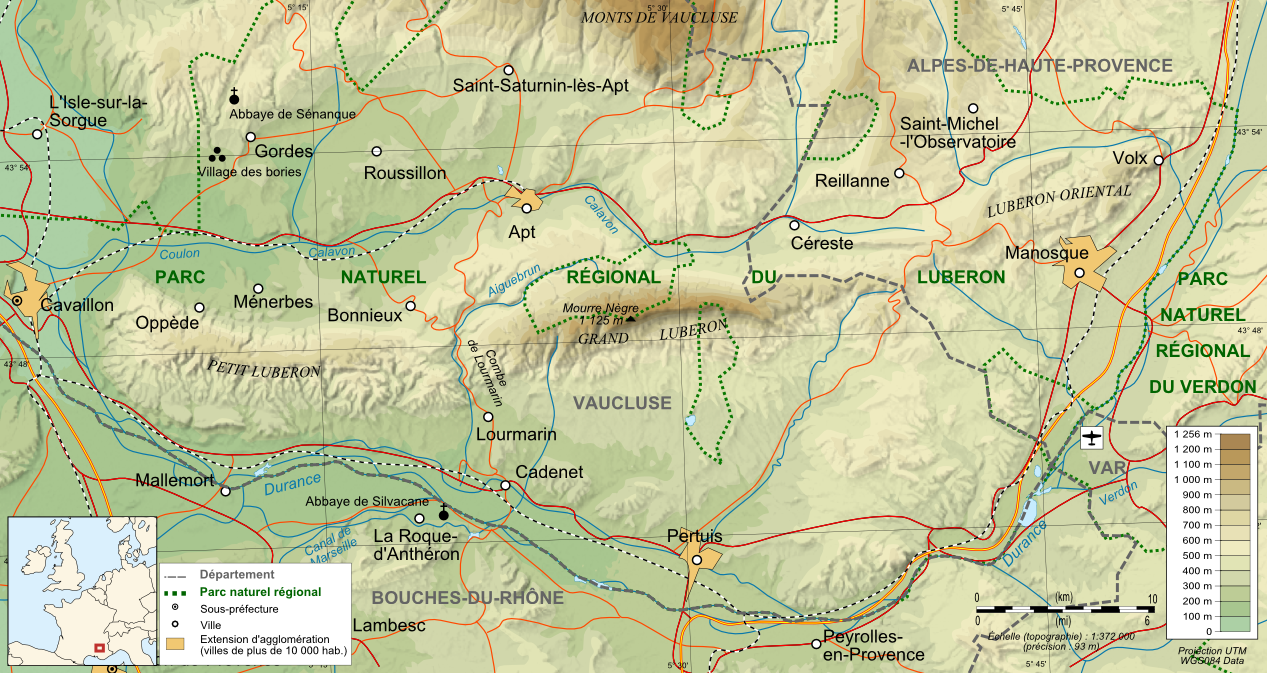
Le territoire du parc naturel régional du Luberon.

Le village occupe le flanc d’un éperon allongé est situé dans le parc naturel régional du Luberon. La commune est l'un des soixante-dix-sept membres du parc naturel régional du Luberon, parc qui s'étend, de Cavaillon à l'ouest jusqu'à la Durance à l'est, sur deux départements, quatre-vingt-cinq communes et 185 145 hectares. Vers le sud, le Luberon domine le bassin de la Durance et le pays d'Aigues.
La commune compte deux villages principaux, Saint-Michel-de-Provence, appelé usuellement Saint-Michel, et Lincel. Elle regroupe aussi plusieurs hameaux, dont Les Craux, et des écarts en assez grand nombre.

### Géologie

Massif des Alpes et localisation des monts de Vaucluse et des Baronnies.

Le territoire se situe à la limite est des monts de Vaucluse, entre plusieurs formations géologiques majeures des Alpes :
- la Montagne de Lure au nord-ouest ;
- la faille de la Durance au sud-est, dans la vallée ;
- le Plateau de Valensole à l'est : bassin molassique du Miocène et du Pliocène composé de roches sédimentaires détritiques (dépôts liés à l'érosion des montagnes apparues à l'Oligocène).
- le Luberon au sud.

### Hydrographie
La commune est traversée par un cours d'eau, le Largue, affluent de la Durance. Celui-ci, coulant du nord, forme la limite sud, fait un coude vers le nord-ouest et longe la limite ouest communale. À l'est, deux ruisseaux, la Rimourelle et le Répétier s’écoulent vers le sud-est dans des vallons parallèles.

### Climat
Pour des articles plus généraux, voir Climat de Provence-Alpes-Côte d'Azur et Climat des Alpes-de-Haute-Provence.
En 2010, le climat de la commune est de type climat méditerranéen altéré, selon une étude du Centre national de la recherche scientifique s'appuyant sur une série de données couvrant la période 1971-2000. En 2020, Météo-France publie une typologie des climats de la France métropolitaine dans laquelle la commune est dans une zone de transition entre le climat de montagne et le climat méditerranéen et est dans la région climatique Provence, Languedoc-Roussillon, caractérisée par une pluviométrie faible en été, un très bon ensoleillement (2 600 h/an), un été chaud (21,5 °C), un air très sec en été, sec en toutes saisons, des vents forts (fréquence de 40 à 50 % de vents > 5 m/s) et peu de brouillards.
Pour la période 1971-2000, la température annuelle moyenne est de 11,8 °C, avec une amplitude thermique annuelle de 16,7 °C. Le cumul annuel moyen de précipitations est de 794 mm, avec 6,2 jours de précipitations en janvier et 3,4 jours en juillet. Pour la période 1991-2020, la température moyenne annuelle observée sur la station météorologique de Météo-France la plus proche, « Dauphin », sur la commune de Dauphin à 6 km à vol d'oiseau, est de 12,6 °C et le cumul annuel moyen de précipitations est de 693,2 mm. 
La température maximale relevée sur cette station est de 42,1 °C, atteinte le 28 juin 2019 ; la température minimale est de −16,4 °C, atteinte le 7 février 2012,,.
Les paramètres climatiques de la commune ont été estimés pour le milieu du siècle (2041-2070) selon différents scénarios d'émission de gaz à effet de serre à partir des nouvelles projections climatiques de référence DRIAS-2020. Ils sont consultables sur un site dédié publié par Météo-France en novembre 2022.

### Voies de communication et transports

#### Voies routières
Le village Saint-Michel-l'Observatoire est au carrefour des routes départementales RD 5, 55, 205 et 305. La commune est traversée par la RD 4100, ancienne route nationale 100.
Distance des grandes villes françaises
L'orientation et la localisation de Saint-Michel-l'Observatoire par rapport à quelques grandes villes françaises sont données dans le tableau suivant. Distance à vol d'oiseau :
| Ville                | Marseille | Nice             | Montpellier  | Lyon       | Toulouse   | Bordeaux   | Strasbourg   | Paris      | Nantes       | Rennes       | Lille      |
| Distance Orientation | 74 km     | 127 km (S-E) (S) | 152 km (S-O) | 217 km (N) | 345 km (O) | 512 km (O) | 543 km (N-E) | 610 km (N) | 678 km (N-O) | 737 km (N-0) | 775 km (N) |

#### Services autocars

##### Lignes régionales, réseauZou!
Saint-Michel-l'Observatoire est desservie par : 
- 2 lignes de PROXIMITE :

| Ligne | Tracé                                                                    |
| ----- | ------------------------------------------------------------------------ |
| 470   | Banon ↔ Saint-Michel-l'Observatoire ↔ Manosque                           |
| 915   | Avignon ↔ Apt ↔ Saint-Michel-l'Observatoire ↔ Forcalquier ↔ La Brillanne |

#### Transports ferroviaires
Les gares SNCF sont à Manosque - Gréoux-les-Bains à 12 km et La Brillanne-Oraison à 14 km, toutes les deux sur la ligne Lyon-Perrache - Marseille-Saint-Charles (via Grenoble). La ligne de Cavaillon à Saint-Maime - Dauphin passait en limite sud de la commune, mais elle est fermée au trafic voyageurs depuis 1938 et depuis déclassée.

### Flore et faune
59,8 % du territoire sont en zone naturelle. La commune est incluse dans une zone de nature et de silence de 677 ha, ainsi que dans la ZNIEFF (Zone naturelle d'intérêt écologique, faunistique et floristique) de type 2 « Agrosystème de Mane ». On y retrouve des espèces des écosystèmes liés à l'agriculture et aux zones humides (comme le martin pêcheur sur la rivière Largue). Les bois d'Audibert, le Largue et les Craux sont inventoriés comme secteurs de valeur biologique majeure.

### Risques naturels et technologiques
Aucune des 200 communes du département n'est en zone de risque sismique nul. Le canton de Forcalquier auquel appartient Saint-Michel-l’Observatoire est en zone 1b (sismicité faible) selon la classification déterministe de 1991, basée sur les séismes historiques, et en zone 4 (risque moyen) selon la classification probabiliste EC8 de 2011. La commune de Saint-Michel-l’Observatoire est également exposée à trois autres risques naturels :
- feu de forêt ;
- inondation ;
- mouvement de terrain : la commune est presque entièrement concernée par un aléa moyen à fort[18] .

La commune de Saint-Michel-l’Observatoire est de plus exposée à un risque d’origine technologique, celui de transport de matières dangereuses, par rail, route et canalisations . Ces transports sont principalement à destination ou en provenance des usines Arkema de Saint-Auban et Sanofi de Sisteron . La départementale RD 4100 (ancienne route nationale 100) peut être empruntée par les transports routiers de marchandises dangereuses .
Aucun plan de prévention des risques naturels prévisibles (PPR) n’existe pour la commune  et le Dicrim n’existe pas non plus.
La commune est très fréquemment l’objet d’arrêté de catastrophe naturelle pour des inondations et des coulées de boue (1986, 1987, 1990 deux fois, 1994 avec en plus des glissements de terrain, 1998, 2001 et 2011. Le tremblement de terre de Lambesc, 11 juin 1909 a été fortement ressenti dans la commune, avec une intensité macro-sismique ressentie de V sur l’échelle MSK (dormeurs réveillés, chutes d’objets),.

## Urbanisme

### Typologie
Au 1er janvier 2024, Saint-Michel-l'Observatoire est catégorisée bourg rural, selon la nouvelle grille communale de densité à 7 niveaux définie par l'Insee en 2022.
Elle est située hors unité urbaine. Par ailleurs la commune fait partie de l'aire d'attraction de Manosque, dont elle est une commune de la couronne,. Cette aire, qui regroupe 30 communes, est catégorisée dans les aires de 50 000 à moins de 200 000 habitants,.

### Occupation des sols
L'occupation des sols de la commune, telle qu'elle ressort de la base de données européenne d’occupation biophysique des sols Corine Land Cover (CLC), est marquée par l'importance des forêts et milieux semi-naturels (58,3 % en 2018), en diminution par rapport à 1990 (60,6 %). La répartition détaillée en 2018 est la suivante : 
forêts (32,9 %), milieux à végétation arbustive et/ou herbacée (25,3 %), terres arables (20,1 %), zones agricoles hétérogènes (20 %), zones urbanisées (1,2 %), prairies (0,4 %).
L'évolution de l’occupation des sols de la commune et de ses infrastructures peut être observée sur les différentes représentations cartographiques du territoire : la carte de Cassini (XVIIIe siècle), la carte d'état-major (1820-1866) et les cartes ou photos aériennes de l'IGN pour la période actuelle (1950 à aujourd'hui).

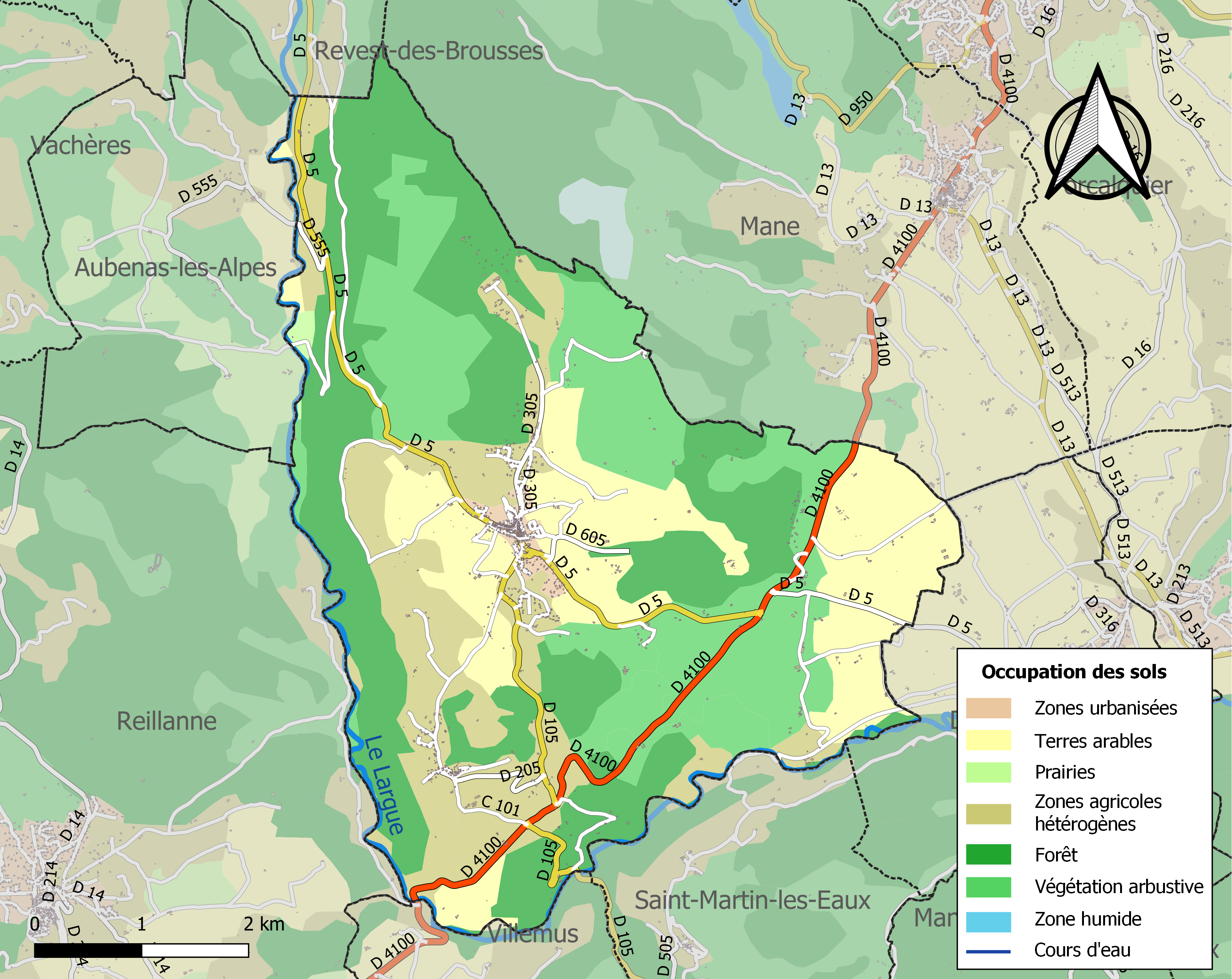
Carte de l'occupation des sols de la commune en 2018 (CLC).

### Logement
Saint-Michel-l'Observatoire comptait 687 logements en 2007 (contre 626 en 1999). Les constructions anciennes sont bien plus présentes que la moyenne française : en 2007, 39,4 % des résidences principales dataient d'avant 1949. En revanche, la commune connaît un important déficit de constructions des années 1950 aux années 1980 qui s'explique par l'exode rural.
Les résidences principales représentent 488 logements soit 71,0 % du parc (61,5 % en 1999), réparties à 87,5 % en maisons individuelles (88,3 % en 1999) et 11,8 % en appartements (6,9 % en 1999) (respectivement 56,1 % et 42,4 % en France métropolitaine). 77,8 % des habitations principales comportent 4 pièces et plus. Les propriétaires de leur logement constituent 65,9 % des habitants contre 27,1 % qui sont locataires (respectivement 57,4 % et 39,8 % en France métropolitaine).
Le nombre moyen de pièces principales est de 4,6 pour les maisons et 3 pour las appartements.

## Toponymie
Le nom provençal de Saint-Michel-l’Observatoire, Sant-Michèu-l’Òusservatòri, est une retraduction à partir du nom français, et n’est pas tiré du nom provençal qui s’écrirait Sant Michèu.
Le prieuré d’Ardenne (cité comme de Ardenna en 1274), et le château voisin, tirent leur nom d’une racine celtique, *ardu-, signifiant élevé : il est en effet situé en haut d’une pente, et proche d’un ravin,.
Lincel apparaît dans les chartes en 1251 sous la forme Laudoncelli, puis de Lixello en 1274, Launcello ou Lancello en 1351), est issu de Lavincellu, sur une variante de la base prélatine *l-av servant à désigner une pente.

## Histoire

### Premières occupations humaines
Le territoire de la commune est fréquenté au paléolithique (découvertes à Aurifeuille, La Nouvenière, Gayol), puis au chalcolithique. Sept oppidums ont été identifiés sur le territoire de la commune.

### Antiquité

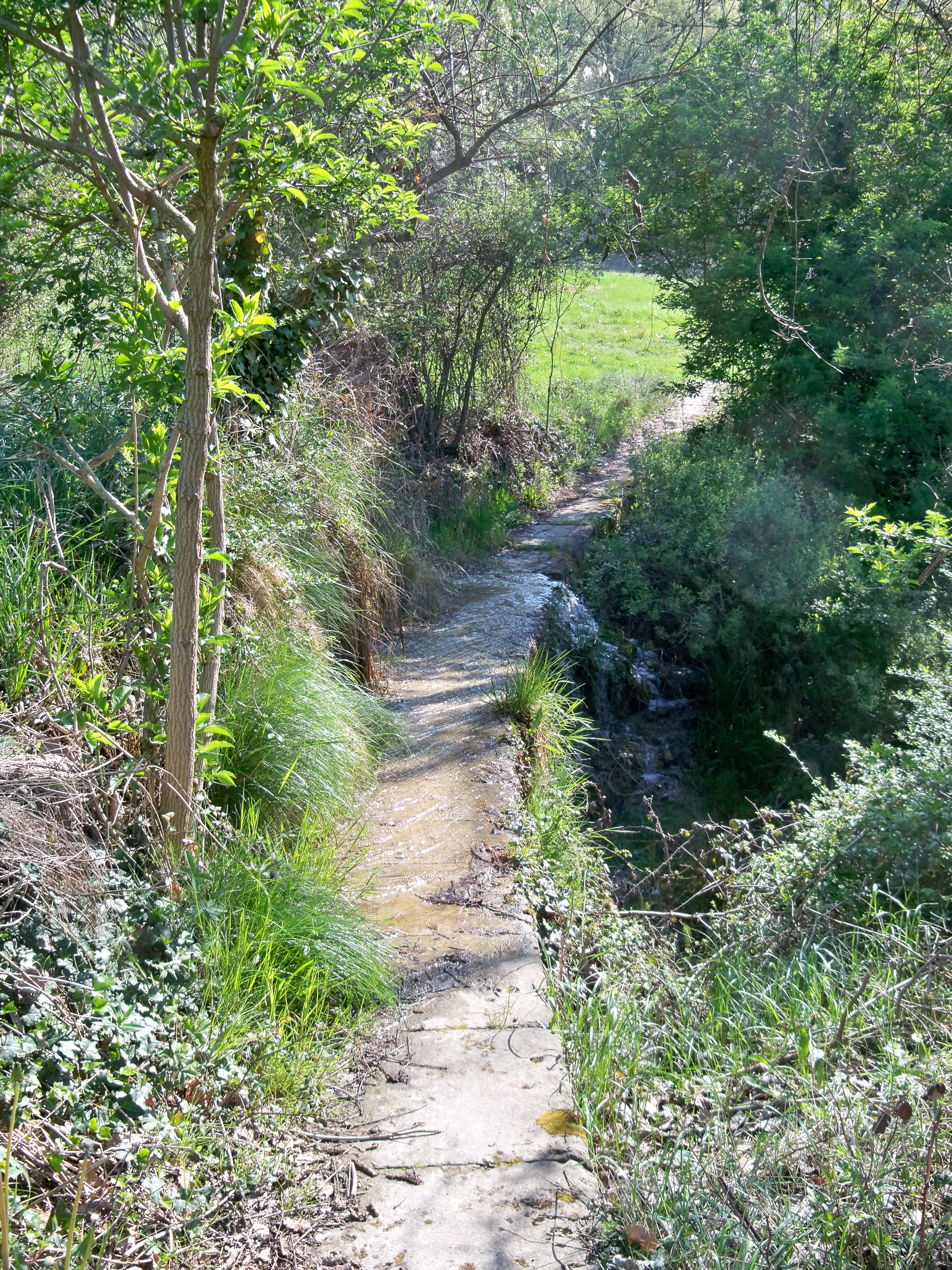
Vestiges visibles du gué du Reculon (2100 ans d'âge).

Dans l’Antiquité, le territoire de la commune est habité par le peuple gaulois des Sogiontiques (Sogiontii), dont le territoire s’étend du sud des Baronnies à la Durance. Les Sogiontiques sont fédérés aux Voconces, et vaincus avec eux par les légions romaines en 125 av. J.-C..
Après la conquête romaine, les Sogiontiques sont rattachés à la province romaine de Narbonnaise. Au IIe siècle, ils sont détachés des Voconces et forment une civitas distincte, avec pour capitale Segustero (Sisteron).
Un élément reste fixe depuis la fin de l'Antiquité : la limite orientale de la commune reste fixée sur le versant de la colline de Porchères, important repère visuel dans le paysage, et qui fut le siège d'un oppidum à l'époque gauloise. La colline est restée un lieu de culte, avec la chapelle Saint-Jean-de-Fuzils. La persistance d'une telle borne territoriale semble un processus courant, on retrouve le même phénomène au Chastelard de Lardiers entre Lardiers et Banon.
La voie domitienne passait sur la commune. Venant d'Alaunium (au pied de Lurs), elle traversait la plaine de Mane et entrait dans la commune à Tavernoure où subsiste une borne d'époque antique. Après avoir franchi la Rimourelle, la voie romaine remontait sur le plateau, avant de traverser le Reculon sur un gué aménagé,. Des traces d’aqueduc ont également été découvertes.

### Moyen Âge

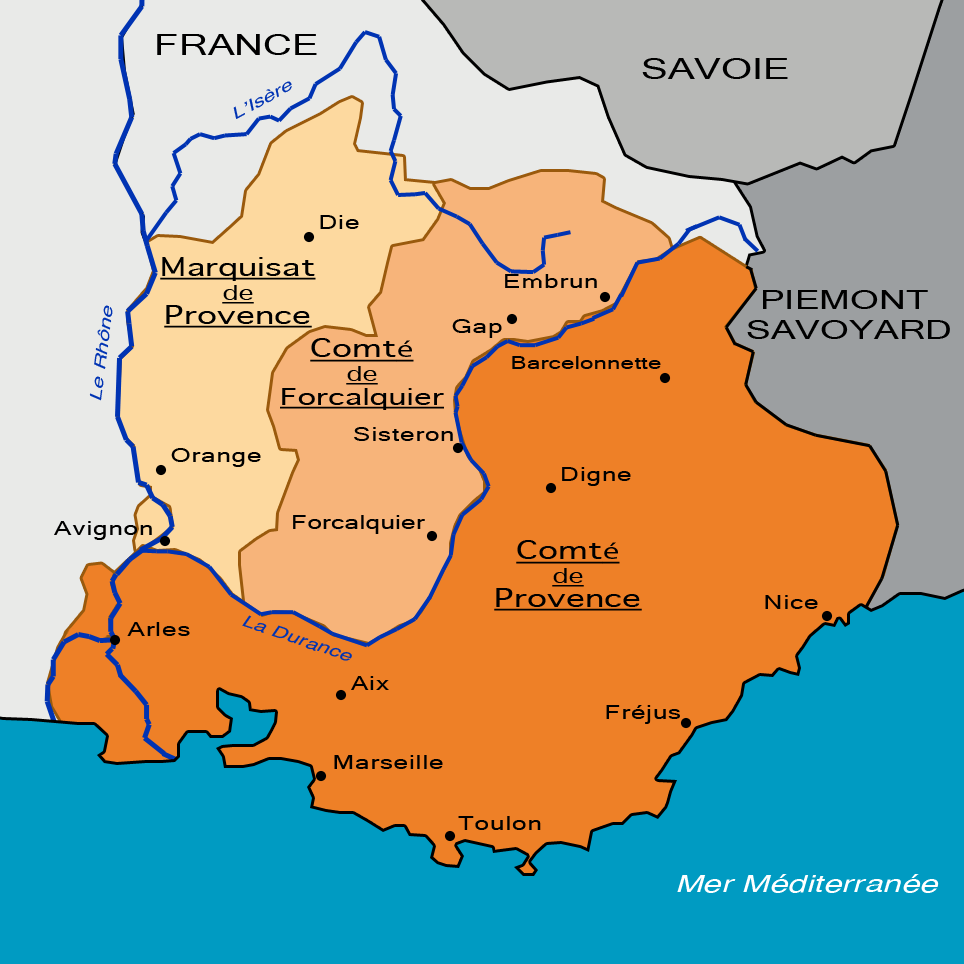
En 1125, le territoire fait partie du comté de Forcalquier.

Alors que le sud-est de la Gaule était une terre burgonde, le roi des Ostrogoths Théodoric le Grand fait la conquête de la région entre la Durance, le Rhône et l’Isère en 510. La commune dépend donc brièvement à nouveau de l’Italie, jusqu’en 526. En effet, pour se réconcilier avec le roi burgonde Gondemar III, la régente ostrogothe Amalasonthe lui rend ce territoire.
La localité apparaît pour la première fois dans les chartes au XIe siècle (Castrum Saint Michaelis, en référence à saint Michel archange), alors qu’elle n’est qu’un village fortifié. L’église Saint-Michel (actuelle église haute au village) et les redevances qui lui étaient attachées sont donnés à l’abbaye de Ganagobie au Xe siècle, avant de passer au XIIe siècle à l’abbaye Saint-André de Villeneuve-lès-Avignon. L’abbaye possédait également une église rurale, à Saint-Jean-de-Fuzils, qui appartenait auparavant à Saint-Victor de Marseille,, ainsi que le prieuré d’Ardènes. L’Hospitalité d’Avignon y possédait la chapelle d’Ardène (fondée en 1209), la chapelle Saint-Paul dépendait de Carluc, et enfin la chapelle Sainte-Madeleine relevait du chapitre de Forcalquier.
Le fief de Saint-Michel relevait du comté de Forcalquier au XIIe siècle. Lorsque ce comté perd son indépendance en 1209, à la mort de Guillaume II, un de ses neveux, Guillaume de Sabran tente de le relever. Après une lutte de dix ans, il passe un accord à Meyrargues le 29 juin 1220 avec Raimond Bérenger IV, comte de Provence et lui aussi héritier du comté de Forcalquier. Par cet accord, la moitié sud du comté, dont Saint-Michel, lui est donnée. Guillaume de Sabran conserve sa moitié de comté jusqu'à sa mort, vers 1250.
Le fief de Saint-Michel appartient aux familles d’Agoult (du XIVe au XVIIIe siècle) et Marin (XVIIe siècle). Le fief de Silvabelle en est détaché. La communauté relevait de la viguerie de Forcalquier. Audibert de Reillanne fut coseigneur de Saint-Michel.
Le prieuré d’Ardènes tenait un hospice pour les voyageurs,. Une abbaye est abandonnée au XIIIe siècle.

### Époque moderne
En 1511, les habitants intentent un procès aux insectes qui dévastent les cultures devant l’officialité. Celle-ci condamne les insectes à disparaître.

### Époque contemporaine

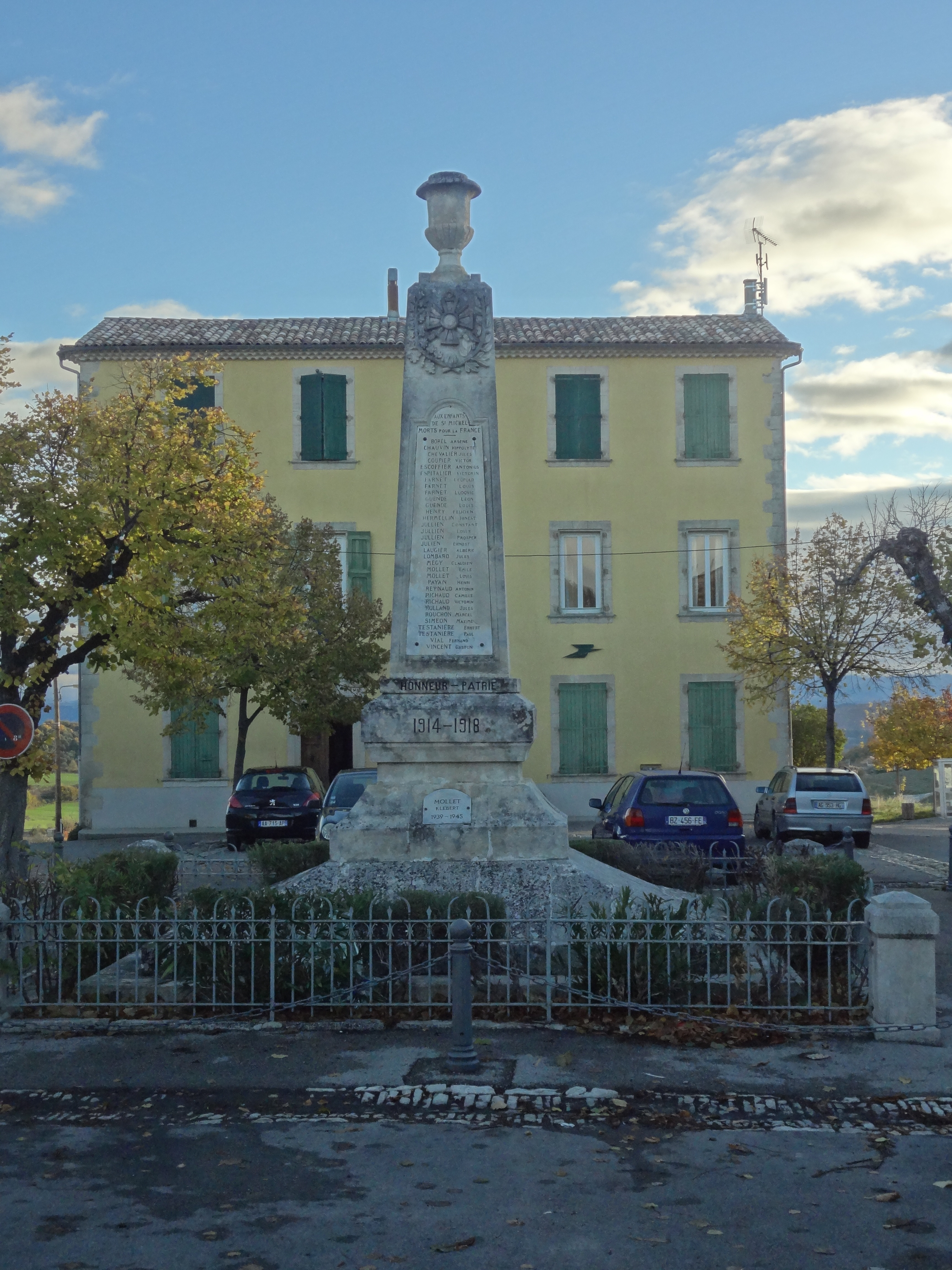
Monument aux morts de la Première Guerre mondiale, qui comprend le nom d’un fusillé pour l'exemple.

Saint-Michel fusionne avec Lincel en 1973, commune qui durant la Révolution, compte une société patriotique, établie fin 1792 par la société de Manosque, et appelée société des Antipolitiques. Environ 80 % de la population masculine la fréquente. En application du décret de la Convention du 25 vendémiaire an II (16 octobre 1793) invitant les communes ayant un nom pouvant rappeler la royauté, la féodalité ou des superstitions, à le remplacer par une autre dénomination, la commune change de nom pour Mont-Michel.
Sous la monarchie de Juillet, à la suite d’une querelle entre le curé et les paroissiens, une part importante des habitants de Saint-Michel embrassent le culte protestant.
Le coup d'État du 2 décembre 1851 commis par Louis-Napoléon Bonaparte contre la Deuxième République provoque un soulèvement armé dans les Basses-Alpes, en défense de la Constitution. Après l’échec de l’insurrection, une sévère répression poursuit ceux qui se sont levés pour défendre la République : neuf habitants de Saint-Michel, et deux de Lincel, sont traduits devant la commission mixte, la peine la plus courante étant la déportation en Algérie.
Comme de nombreuses communes du département, Saint-Michel et Lincel se dotent d’écoles bien avant les lois Ferry : en 1863, chacune des deux communes en possède une, installée au chef-lieu. Les écoles des deux villages dispensent une instruction primaire aux garçons, mais seules les filles de Saint-Michel reçoivent une instruction. En effet, la loi Falloux (1851) n’impose l’ouverture d’une école de filles qu’aux communes de plus de 800 habitants, ce qui ne concerne pas Lincel<. La première loi Duruy (1867), qui abaisse ce seuil à 500 habitants, ne concerne pas Lincel non plus, qui n’ouvre son école aux filles qu’avec les lois Ferry La commune de Saint-Michel profite des subventions de la deuxième loi Duruy (1877) pour rénover son école.
La commune est durement touchée par la Première Guerre mondiale, qui accélère encore le déclin démographique : outre les tués au front, un Saint-Michelois est fusillé pour l'exemple ; son nom figure sur le monument aux morts.
En 1937, Saint-Michel est choisie pour l'implantation de l'observatoire de Haute-Provence, et change de nom à cette occasion : cette installation entraine une nouvelle dynamique démographique.
Durant la Seconde Guerre mondiale, le département est occupé par l'Italie de novembre 1942 à septembre 1943, puis par l'Allemagne nazie jusqu'en août 1944. Le débarquement de Provence ainsi que différents bombardements permettent la libération progressive de la zone.
La commune a connu durant la deuxième moitié du XXe siècle une importante croissance, qui l'a ramenée à son niveau de population d'avant l'exode rural. Le tourisme s'est développé.

## Politique et administration

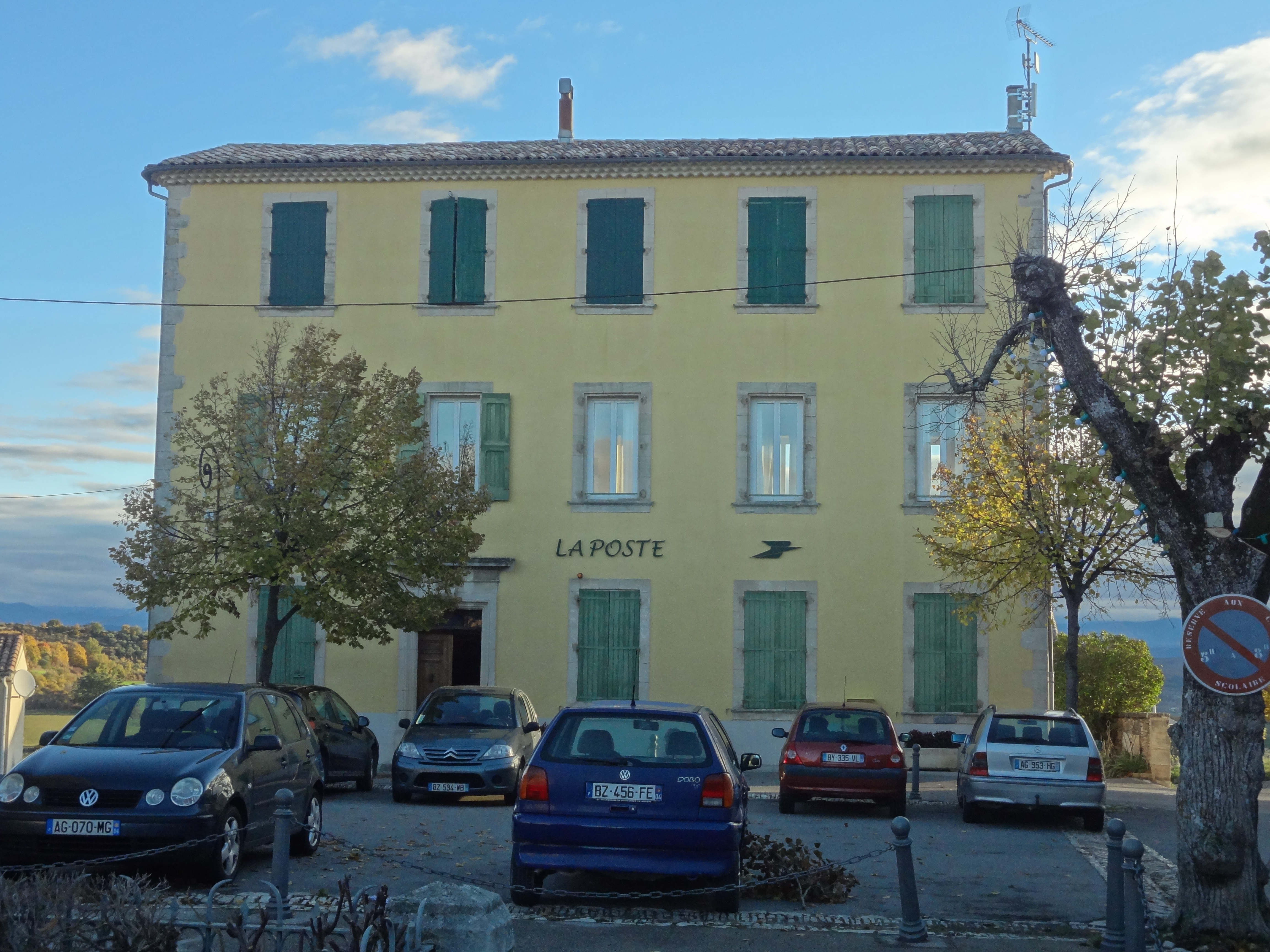
Façade de la mairie, qui abrite également les services de La Poste.

### Administration municipale
De par sa taille, la commune dispose d'un conseil municipal de 15 membres (article L2121-2 du Code général des collectivités territoriales). Lors du scrutin de 2008, il n’y eut qu’un seul tour et André Péta a été réélu conseiller municipal au premier tour avec le douzième total de 312 voix, soit 50,65 % des suffrages exprimés. La participation a été de 82,46 %. Il a ensuite été nommé maire par le conseil municipal.

### Liste des maires
L'élection du maire est une innovation de la Révolution de 1789. De 1790 à 1795, les maires sont élus au suffrage censitaire pour deux ans. De 1795 à 1800, il n’y a pas de maires, la commune se contente de désigner un agent municipal qui est délégué à la municipalité de canton.
En 1799-1800, le Consulat revient sur l'élection des maires, qui sont désormais nommés par le pouvoir central. Ce système est conservé par les régimes suivants, à l'exception de la Deuxième République (1848-1851). Après avoir conservé le système autoritaire, la Troisième République libéralise par la loi du 5 avril 1884 l'administration des communes : le conseil municipal, élu au suffrage universel, élit le maire en son sein.
| Période                                  | Période  | Identité         | Étiquette | Qualité  |
| ---------------------------------------- | -------- | ---------------- | --------- | -------- |
| Les données manquantes sont à compléter. |          |                  |           |          |
| mai 1945                                 |          | Gaston Mollet    |           |          |
|                                          |          |                  |           |          |
| mars 2001                                | 2014     | André Peta       | DVG       |          |
| avril 2014                               | 2020     | Pascal Depoisson | DVD       | Retraité |
| juin 2020                                | En cours | Jean-Paul Grosso |           |          |

André Latil, maire délégué de la commune associée de Lincel, est l’un des 500 élus qui ont parrainé la candidature de Bruno Mégret (MNR) à l’élection présidentielle de 2002,.

### Intercommunalité
Saint-Michel-l'Observatoire fait partie :
- de 1992 à 2017, de la Communauté de communes de Haute-Provence ;
- depuis le 1er janvier 2017, de la communauté de communes Haute-Provence Pays de Banon.

### Fiscalité
| Taxe                                        | Part communale | Part intercommunale | Part départementale | Part régionale |
| ------------------------------------------- | -------------- | ------------------- | ------------------- | -------------- |
| Taxe d'habitation                           | 4,52 %         | 30,30 %             | 5,53 %              | 0,00 %         |
| Taxe foncière sur les propriétés bâties     | 10,20 %        | 8,94 %              | 14,49 %             | 2,36 %         |
| Taxe foncière sur les propriétés non bâties | 40,52 %        | 31,79 %             | 47,16 %             | 8,85 %         |
| Taxe professionnelle                        | 0,17 %         | 6,37 %              | 10,80 %             | 3,84 %         |

La part régionale de la taxe d'habitation n'est pas applicable.
La taxe professionnelle est remplacée en 2010 par la cotisation foncière des entreprises portant sur la valeur locative des biens immobiliers et par la contribution sur la valeur ajoutée des entreprises (les deux formant la contribution économique territoriale qui est un impôt local instauré par la loi de finances pour 2010).

### Instances administratives et juridiques
| Saint-Michel-l'Observatoire Monte Porzio Catone |

Saint-Michel l’Observatoire est une des dix communes du canton de Forcalquier, qui totalise 13 675 habitants en 2008. Le canton a fait partie de l’arrondissement de Forcalquier depuis le 17 février 1800 et de la deuxième circonscription des Alpes-de-Haute-Provence. Saint-Michel l’Observatoire fait partie du canton de Forcalquier depuis 1801 après avoir fait partie du canton de Reillanne de 1793 à 1801. La commune fait partie des juridictions d’instance de Forcalquier, de la prud'hommale de Manosque, et de grande instance de Digne-les-Bains.

### Jumelages
Saint-Michel-l'Observatoire est jumelée avec
- Monte Porzio Catone (Italie), qui est une commune d'environ 9 000 habitants, située dans la province de Rome, dans la région du Latium, en Italie centrale, et qui est l'un des trois sites de l'Observatoire de Rome.

## Population et société

### Démographie
Le nom de ses habitants est Saint-Michelois,.
L'évolution du nombre d'habitants est connue à travers les recensements de la population effectués dans la commune depuis 1765. Pour les communes de moins de 10 000 habitants, une enquête de recensement portant sur toute la population est réalisée tous les cinq ans, les populations de référence des années intermédiaires étant quant à elles estimées par interpolation ou extrapolation. Pour la commune, le premier recensement exhaustif entrant dans le cadre du nouveau dispositif a été réalisé en 2008.
En 2022, la commune comptait 1 278 habitants, en évolution de +3,15 % par rapport à 2016 (Alpes-de-Haute-Provence : +2,84 %, France hors Mayotte : +2,11 %).
L'exode rural a provoqué, comme ailleurs dans le département, une perte importante de population. Elle est passée de 1 028 habitants en 1856 à 374 en 1936. La croissance démographique a ensuite repris ; la commune a retrouvé et dépassé son niveau de population historique dans les années 2000, avec 1 113 habitants en 2008.
| 1765 | 1793 | 1800 | 1806 | 1821 | 1831 | 1836 | 1841 | 1846 |
| ---- | ---- | ---- | ---- | ---- | ---- | ---- | ---- | ---- |
| 777  | 875  | 857  | 882  | 934  | 973  | 986  | 999  | 949  |

| 1851  | 1856  | 1861  | 1866 | 1872 | 1876 | 1881 | 1886 | 1891 |
| ----- | ----- | ----- | ---- | ---- | ---- | ---- | ---- | ---- |
| 1 014 | 1 028 | 1 000 | 983  | 940  | 877  | 857  | 785  | 779  |

| 1896 | 1901 | 1906 | 1911 | 1921 | 1926 | 1931 | 1936 | 1946 |
| ---- | ---- | ---- | ---- | ---- | ---- | ---- | ---- | ---- |
| 713  | 701  | 706  | 656  | 581  | 515  | 460  | 374  | 420  |

| 1954 | 1962 | 1968 | 1975 | 1982 | 1990 | 1999 | 2006  | 2008  |
| ---- | ---- | ---- | ---- | ---- | ---- | ---- | ----- | ----- |
| 387  | 380  | 443  | 617  | 713  | 844  | 904  | 1 065 | 1 113 |

| 2013  | 2018  | 2022  | - | - | - | - | - | - |
| ----- | ----- | ----- | - | - | - | - | - | - |
| 1 214 | 1 238 | 1 278 | - | - | - | - | - | - |

| 1315     | 1471    |
| -------- | ------- |
| 163 feux | 75 feux |

L’histoire démographique de Saint-Michel-l'Observatoire, après la saignée des XIVe et XVe siècles et le long mouvement de croissance jusqu’au début du XIXe siècle, est marquée par une période d’« étale » où la population reste relativement stable à un niveau élevé. Cette période dure des années 1810 à 1872. L’exode rural commence donc tardivement à Saint-Michel, mais provoque un mouvement de recul démographique sur la longue durée. En 1926, la commune enregistre la perte de la moitié de sa population du maximum historique de 1856. Le mouvement de recul ne dure guère au-delà : après une période hésitante (jusqu’en 1968), la population s’est remis à croître vigoureusement, et dépasse aujourd’hui le maximum du XIXe siècle.

#### Superficie et population
La commune de Saint-Michel-l'Observatoire a une superficie de 2 778 ha et une population de 1 089 habitants (en 2007), ce qui la classe :
| Rang                          | Superficie | Population | Densité |
| ----------------------------- | ---------- | ---------- | ------- |
| France                        | 10 082e    | 4 402e     | 28 783e |
| Provence-Alpes-Côte d'Azur    | 443e       | 399e       | 483e    |
| Alpes-de-Haute-Provence       | 35e        | 97e        | 35e     |
| Arrondissement de Forcalquier | 19e        | 27e        | 23e     |
| Canton de Forcalquier         | 49e        | 2e         | 7e      |

### Enseignement
La commune dispose d’une école primaire publique. Ensuite les élèves sont affectés au collège Henri-Laugier à Forcalquier. Puis les élèves sont dirigés vers les lycées de Manosque, soit le lycée polyvalent Les Iscles, soit le lycée Félix-Esclangon.

### Santé

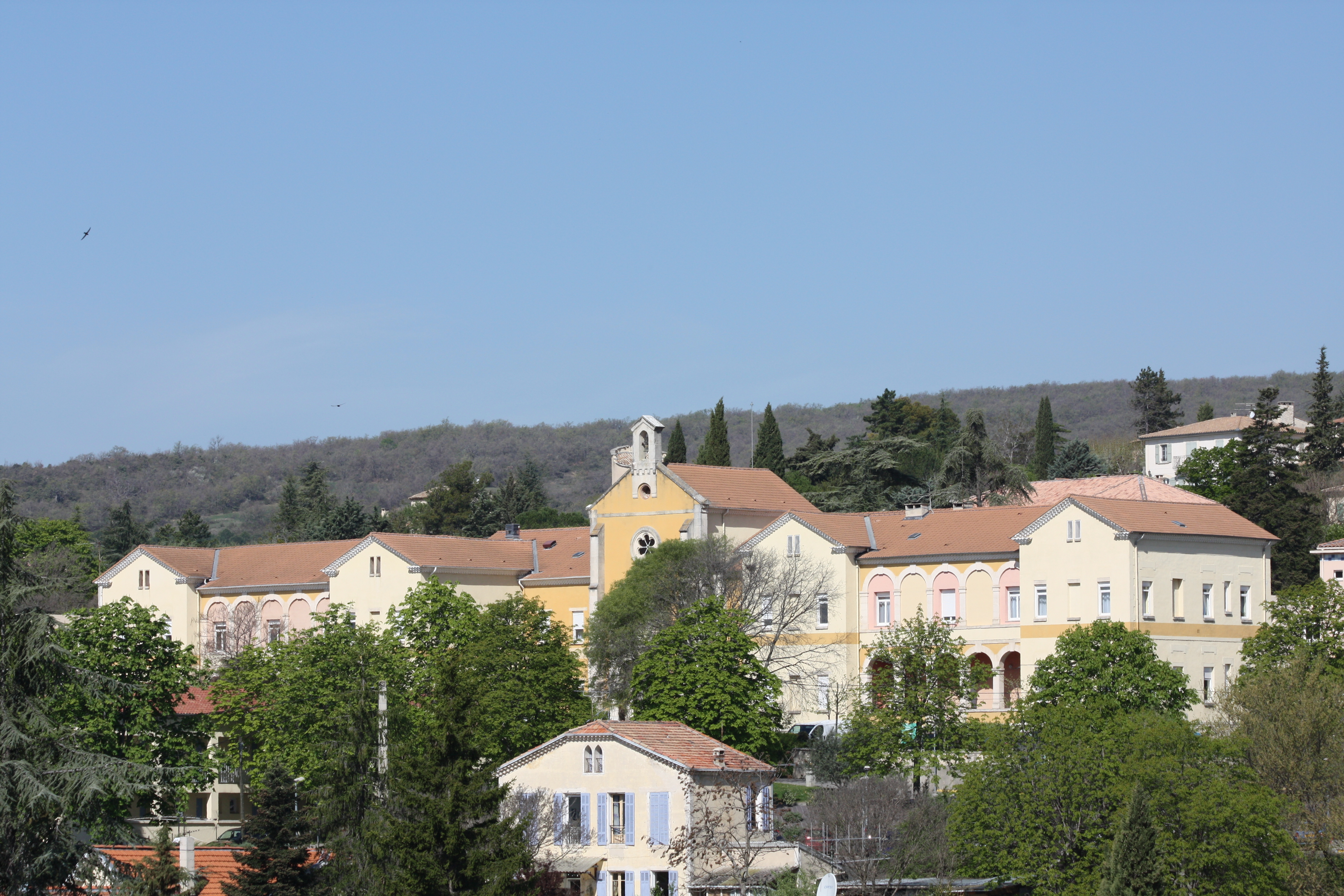
Hôpital Saint-Michel.

La commune dépend de l'hôpital local de Forcalquier nommé Saint-Michel et aussi un laboratoire d'Analyses médicales. Selon le magazine l'Express, l'hôpital Saint-Michel fait partie des hôpitaux les plus sûrs de France avec une note de 82,2 sur 100 (classe A) et se classe 63e sur le plan national et 2e au niveau départemental. La commune dispose aussi, de trois maisons de retraite (Lou Ben Estre, Lou Seren et Saint-Michel).

### Cultes
La paroisse est rattachée au secteur pastoral du Largue, où le culte est célébré alternativement dans chaque commune.

## Économie
Le tourisme existe sur la commune avec les chemins de randonnées, quelques commerces et restaurants, ainsi qu'un gîte d'étape et centre équestre ; un marché a lieu tous les dimanches. Le centre d'astronomie, sur plus de 10 ha, propose des animations.
Il existe également la carrière de molasse de Porchères.

### Revenus de la population
En 2008, le revenu fiscal médian par ménage était de 15 774 € (15 027 € en France) pour 635 foyers fiscaux, seul 50,4 % de ces foyers sont imposés avec un revenu net de 32 774 € représentant un impôt moyen de 1 799 € ,.

### Population active
La population âgée de 15 à 64 ans s'élevait en 2007 à 689 personnes (575 en 1999), parmi lesquelles on comptait 70,9 % d'actifs dont 65,2 % ayant un emploi et 5,7 % de chômeurs (contre 12,0 % en 1999).
La répartition par catégories socioprofessionnelles de la population active de Saint-Michel-l'Observatoire, y compris les actifs sans emploi, fait apparaître une sous-représentation des « ouvriers » et « professions intermédiaires » et une sur-représentation des « artisans et commerçants » et des « agriculteurs » par rapport à la moyenne de la France métropolitaine.
|                             | Agriculteurs | Artisans, commerçants, chefs d'entreprise | Cadres, professions intellectuelles | Professions intermédiaires | Employés | Ouvriers |
| --------------------------- | ------------ | ----------------------------------------- | ----------------------------------- | -------------------------- | -------- | -------- |
| Saint-Michel-l'Observatoire | 8,7 %        | 10,7 %                                    | 12,6 %                              | 21,4 %                     | 29,1 %   | 17,1 %   |
| Moyenne nationale           | 2,1 %        | 5,9 %                                     | 15,8 %                              | 24,8 %                     | 28,5 %   | 22,9 %   |
| Sources des données : Insee |              |                                           |                                     |                            |          |          |

### Emploi
Saint-Michel-l'Observatoire avait en 2007 un taux de chômage de 12,3 % (contre 17,0 % en 1999) supérieur à la moyenne nationale (9,6 % en 2005 et 12,9 % en 1999). La répartition de la population est conforme à la moyenne nationale avec 45 % d'actifs, 22,1 % de retraités et 21,5 % de jeunes scolarisés.
En 2007, on comptait 248 emplois dans la commune, contre 241 en 1999. Le nombre d'actifs ayant un emploi résidant dans la commune étant de 454, l'indicateur de concentration d'emploi est de 54,5 % (contre 71,5 % en 1999), ce qui signifie que la commune offre un peu plus de la moitié des emplois nécessaires aux habitants actifs.
La répartition par secteurs d'activité des emplois à Saint-Michel-l'Observatoire du fait de sa taille n'est pas diffusée par l'Insee.

### Agriculture
Les agriculteurs de la commune de Saint-Michel-l'Observatoire ont droit à trois labels appellation d'origine contrôlée (AOC) (dont le banon) et à neuf labels indication géographique protégée (IGP) (petit épeautre, miel de Provence, agneau de Sisteron). Un éleveur-fromager de la commune est plusieurs fois élu banon d'or.
La culture de l’olivier est pratiquée dans la commune depuis des siècles. Bien que le terroir de la commune se situe à la limite altitudinale de l’arbre, qui ne peut que difficilement être exploité au-delà des 650 mètres, il occupait plusieurs hectares au début du XIXe siècle. La production de la commune alimentait la ville proche de Forcalquier. Après une période de régression, l’oliveraie est repassée au-dessus des 1 000 pieds exploités. La commune étant située dans l'aire des AOC huile d'olive de Provence et huile d'olive de Haute-Provence, l'huile qui y est produite peut bénéficier de ces appellations.
La vigne, qui était cultivée sur plusieurs dizaines d’hectares pour les marchés régionaux, dont celui de Forcalquier, jusqu’au milieu du XXe siècle, n’est plus présente qu’à titre anecdotique dans la commune.

Productions agricoles de Saint-Michel-l’Observatoire.
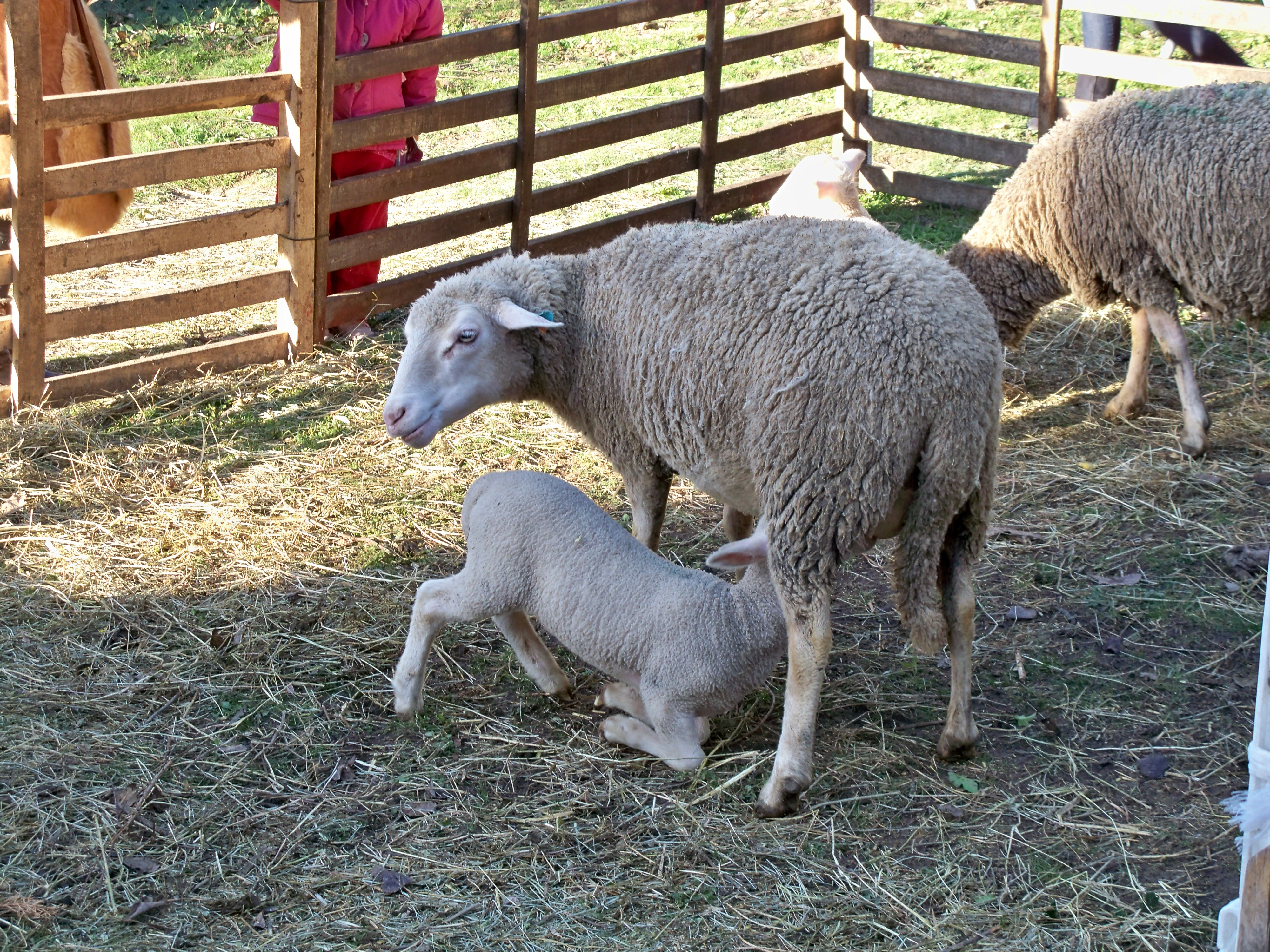
Agneau de Sisteron élevé sous sa mère.
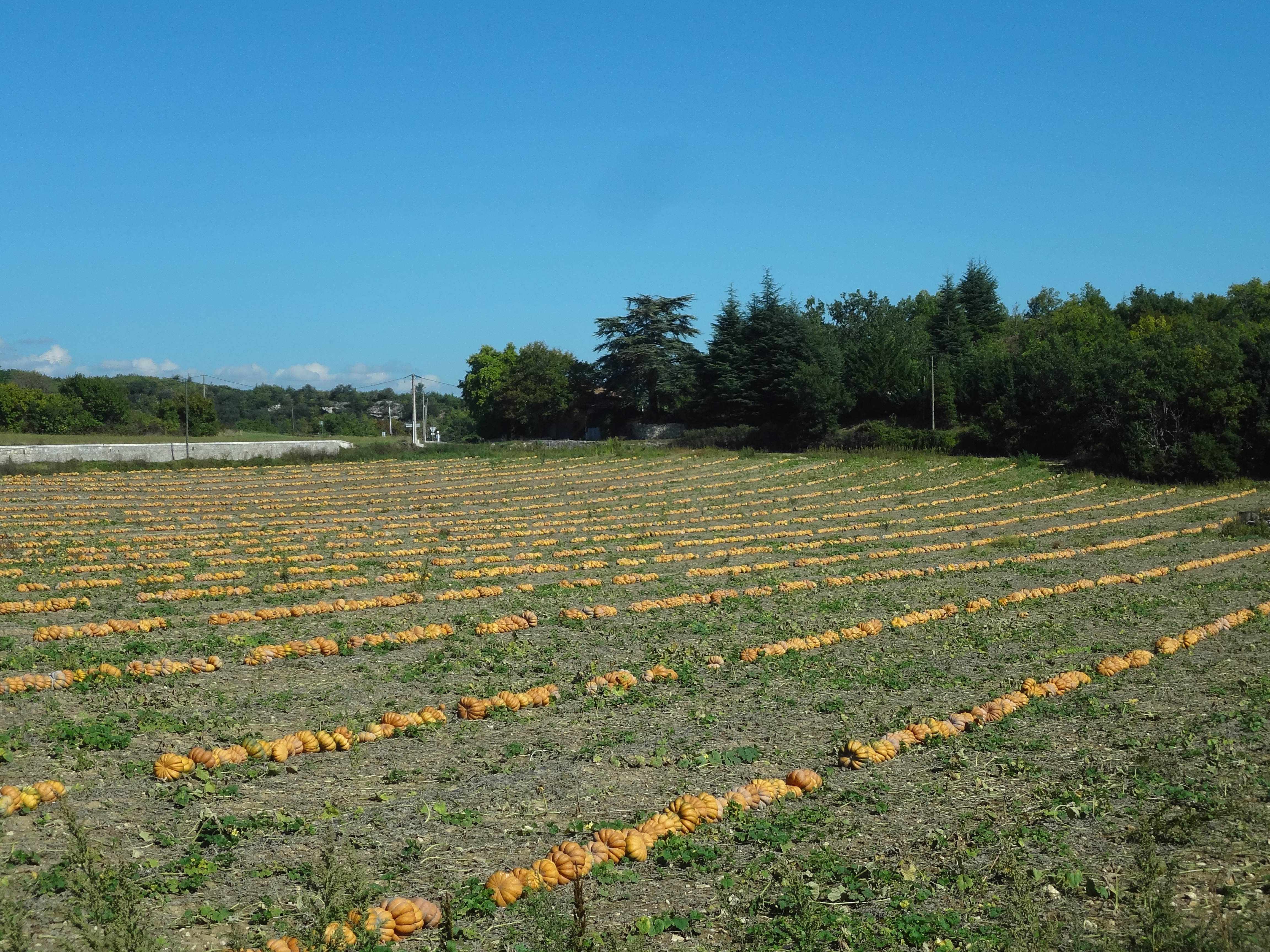
Citrouilles prêtes à récolter.

## Culture locale et patrimoine

### Lieux et monuments

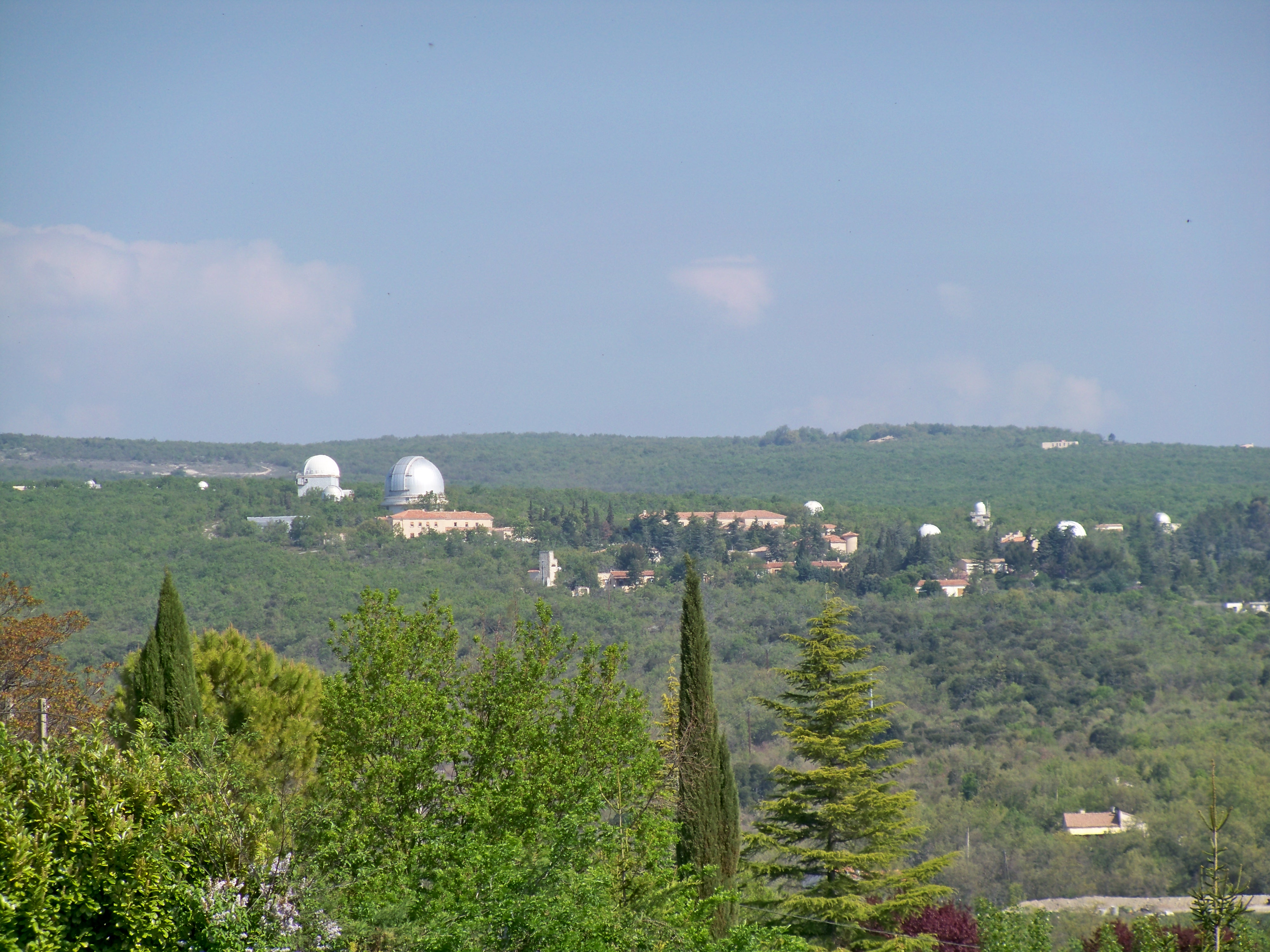
Observatoire de Saint-Michel.

La borne antique de Tavernoure se dresse à la limite des trois communes de Dauphin, Mane et Saint-Michel-l'Observatoire, près du lieu-dit Le Grand Tavernoure (du latin taberna, la taverne ou l'auberge) -commune de Saint-Michel. Ce toponyme indique très probablement l'emplacement d'une mutatio (relais routier sur une voie romaine) sur le trajet de la Via Domitia.
L'observatoire de Haute-Provence est un observatoire astronomique avec de nombreuses coupoles. C'est le lieu de rendez-vous des amateurs lors de la « nuit des étoiles » en août de chaque année. Comètes et planètes du système solaire, étoiles et matières interstellaires de la galaxie y sont étudiées constamment.
Un centre à l’écart de l'observatoire accueille et initie le grand public.
Les deux cyprès signalant le sanctuaire de l’église Saint-Michel.

#### Architecture civile

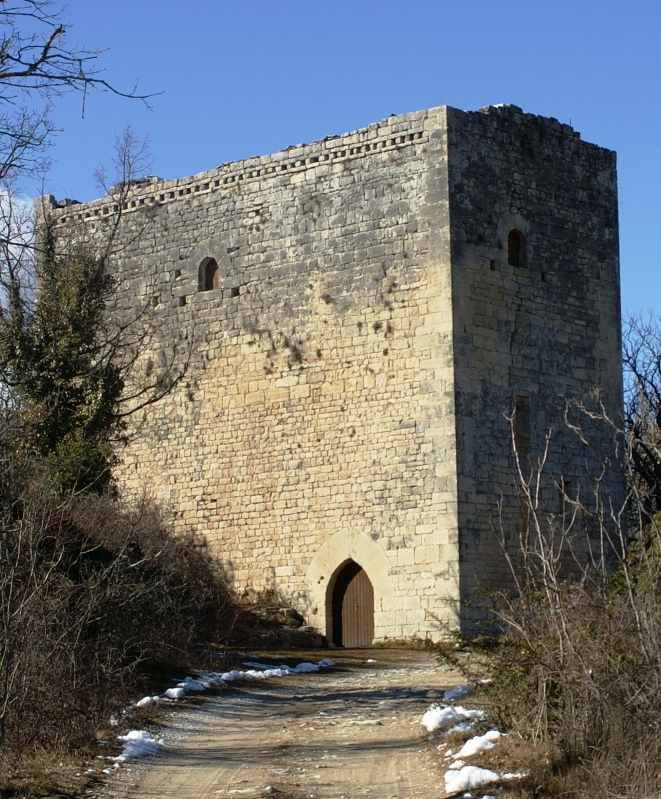
Tour de Porchères.

Le plus ancien monument de Saint-Michel-l'Observatoire est le gué du Reculon, entre Lincel et Saint-Michel. Découvert en 1962 par Pierre Martel, de l'association Alpes de Lumière, il est dégagé par l'universitaire Guy Barruol la même année. Le gué aménagé est constitué d'un mur de soutènement convexe de 3,2 m de haut et 25 m de long au total, similaire à un barrage-voûte, permettant de stabiliser le franchissement du cours d'eau. Le couronnement de ce mur est constitué de 22 pierres de taille en grand appareil. La voie était caladée sur la traversée du Reculon. Ce gué aménagé a été utilisé de la construction de la voie Domitienne, après 118 av. J.-C., jusqu'à la construction du pont de la route royale 100, légèrement en amont, en 1843-1846. La plus grande partie du gué est aujourd'hui recouverte de limon.
Un monument au général Gardane se trouve à Lincel.
Le château de Lincel, qui appartint au général Gardane, est construit sur une terrasse soutenue par des murs médiévaux. Il est encadré par deux tours rondes qui appartenaient au château fort, démoli à la Révolution. Le bâtiment actuel date du début du XIXe siècle.
Dans le vieux bourg, une porte aux arêtes chanfreinées, date avec sa maison de 1656. D’autres portes sont encadrées de claveaux qui peuvent être romans, mais peuvent aussi être des remplois dans des constructions plus tardives.
La tour romane de Porchères, en excellent état, date de la fin du XIIe ou du début XIIIe siècle. Construite en bel appareil, elle a conservé ses deux étages voûtés en berceau brisé. Le village s’était construit autour d’elle. C’est un monument inscrit,. Le poète Léon de Berluc-Pérussis y est inhumé.
Le château du Plan-de-Porchères, élégante gentilhommière du XVIIIe siècle aux fenêtres cintrées, à proximité de la RN 100. Dans le parc, se trouve la tour de Pompéia qui abrite la bibliothèque de Léon de Berluc-Pérussis, et une inscription romaine à Pompeia Rufina finement gravée.
Toujours au Plan-de-Porchères, se trouve un pigeonnier ancien.

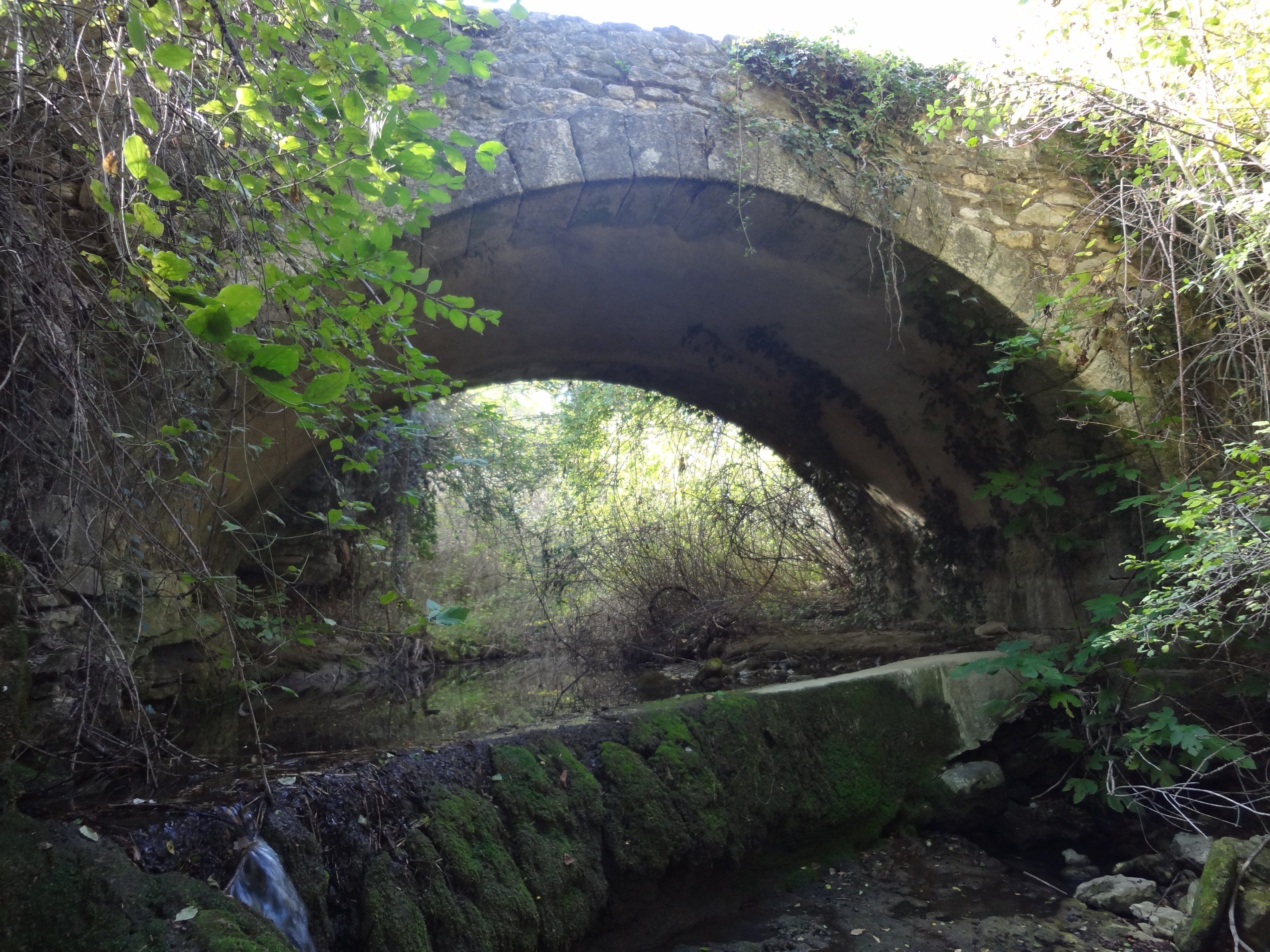
Pont du Répétier.

Deux ponts se signalent par leur ancienneté :
- le pont de la Rimourelle[109] ;
- le pont du Répétier : situé sur la voie Domitienne[109].

Sur la façade de l’église, un cadran solaire porte des lignes horaires et un apparat scientifique très poussés. Il est récent et porte la légende « Si le passé et le futur existent je veux savoir où ils sont ». Il est orné des planètes du système solaire, donne l’heure locale et l’heure universelle, avec les corrections pour chaque mois.
Le château à Lincel, possède encore une de ses deux tours d’angle rectangulaires. Il possède plusieurs fenêtres à meneaux et croisées (XVIe siècle).
- Haut-Château à Lincel[104] : XIVe siècle
- Bas-Château à Lincel : ferme du XVIe siècle
- Bories dans la campagne
- Vestiges des remparts
- Ancien moulin à huile
- Hameau des Craux (XVIIe et XVIIIe siècles)

#### Patrimoine sacré

##### Église haute

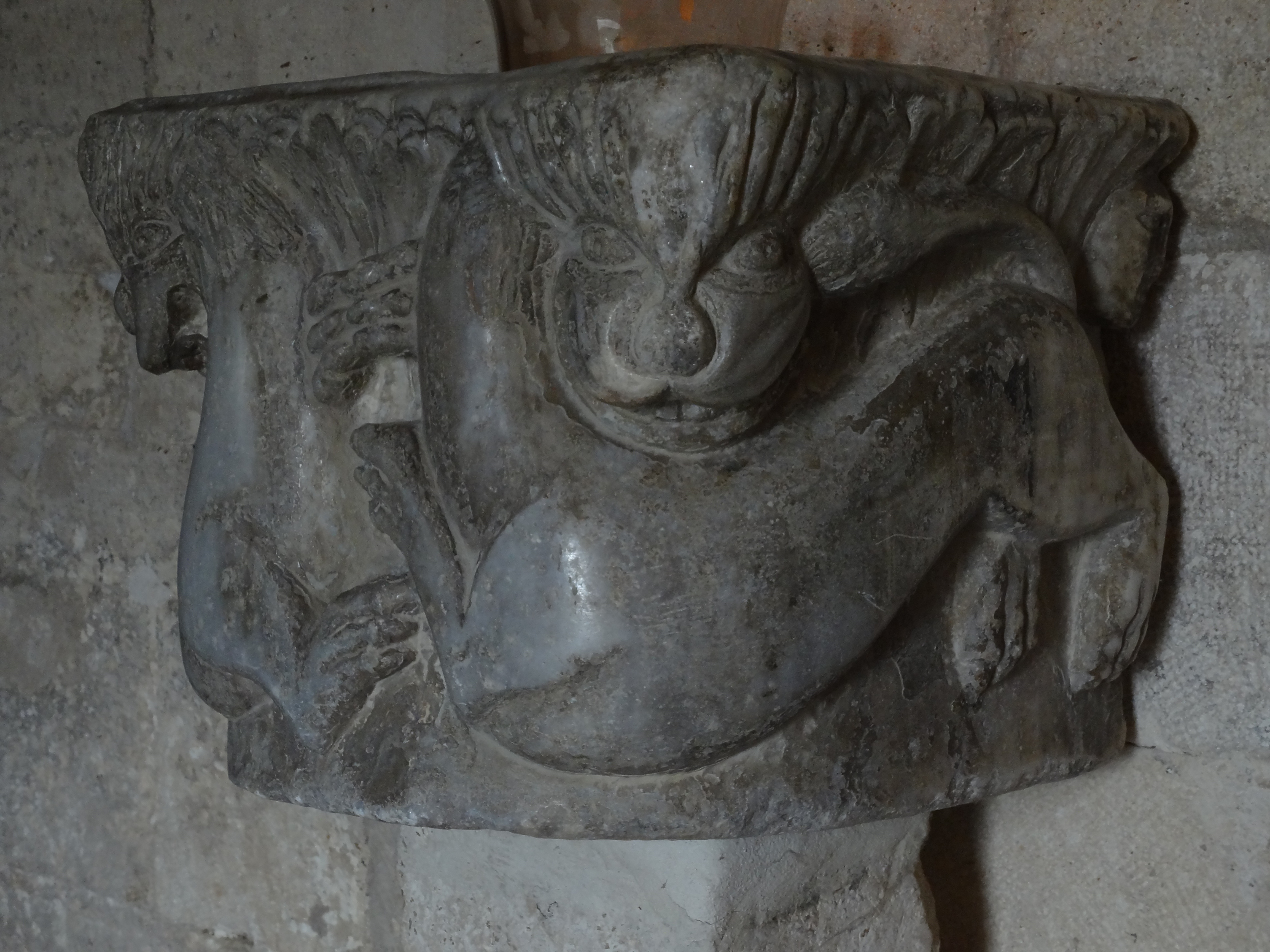
Bénitier classé de l’église Saint-Pierre.

À Saint-Michel, l’église haute, placée sous le vocable de Saint-Michel, était un prieuré de l’abbaye Saint-André de Villeneuve-lès-Avignon, et apparaît dans les archives en 1118. Il est possible qu’elle ait été fondée comme prieuré grâce à une donation de Gérald, évêque de Sisteron, dans la deuxième moitié du XIe siècle. Elle devient ensuite église paroissiale lorsque la chapelle du château est abandonnée. Elle change de titre pour Saint-Pierre au moment du Concordat (1801).
Du premier état (XIIe siècle), subsistent une travée voûtée en plein cintre et le chœur, placé sous une coupole. Le bas-côté a été obtenu en perçant les arcs de décharge du mur sud, et en aménageant la galerie-porche construite contre ce mur, à la fin du XIVe ou au début du XVe siècle. L’abside romane semi-circulaire est reconstruite en chevet rectangulaire en 1551, avec une voûte en berceau mais des baies en ogives. Le clocher est construit au XVIe ou au XVIIe siècle. La chapelle latérale date du XVIIe ou du XVIIIe siècle. L’ensemble est classé monument historique,.
Un chapiteau de marbre y sert de bénitier ; ses faces sont sculptées de monstres (ou d’un « décor animalier » selon la DRAC), qui peuvent représenter les passions humaines, classé,. Les fresques du XIVe siècle, au-dessus des arcades : elles représentaient le Christ en gloire, les stigmates visibles, avec les saintes femmes et des anges. Une colonnette du XIe siècle, classée et supportant un bénitier, venant de Saint-Jean-de-Fuzils (voir plus bas), y est entreposée,.

##### Autres églises et chapelles

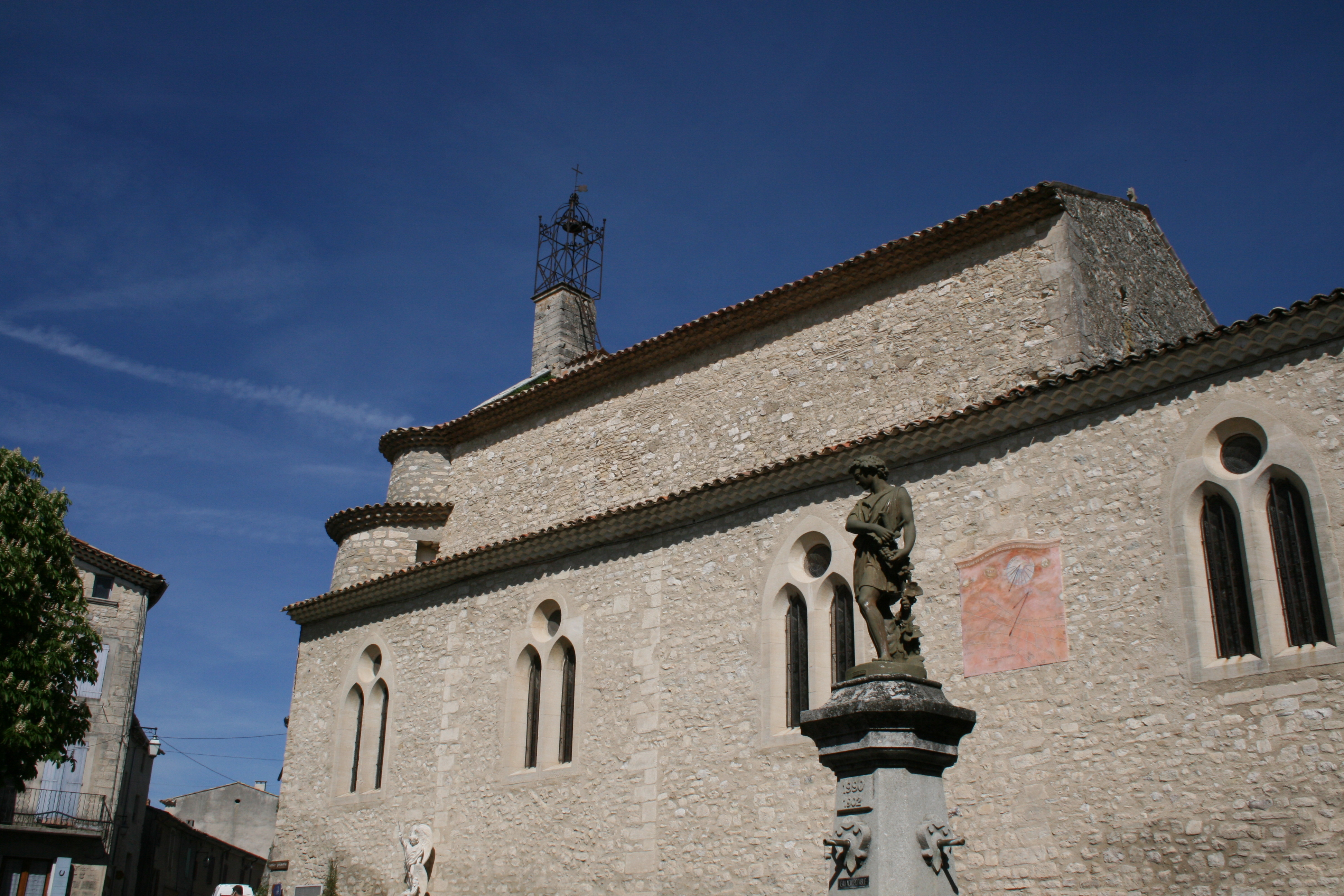
Église Saint-Pierre.

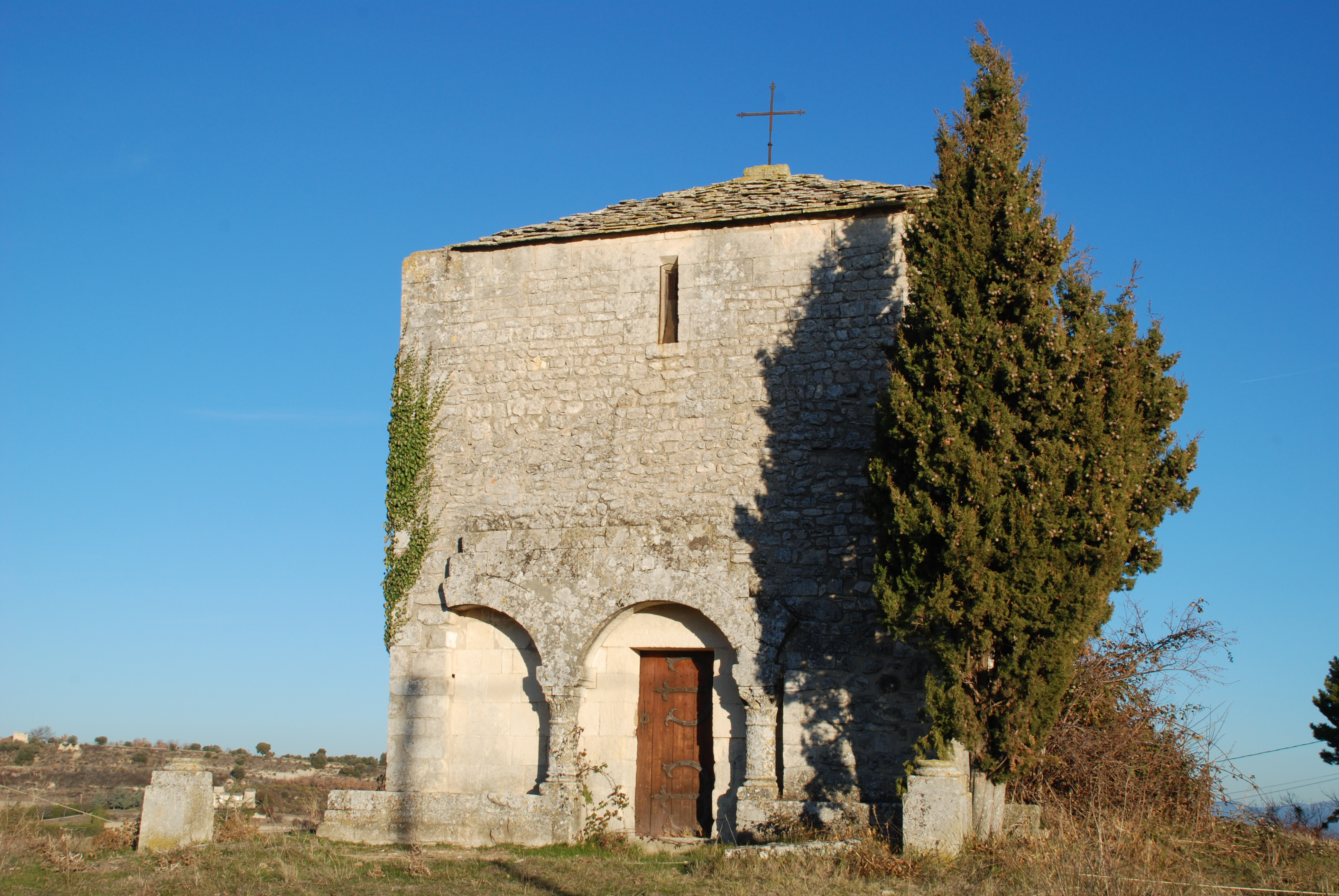
La chapelle Saint-Paul.

L’église paroissiale Saint-Pierre est de style roman, bien que l’époque de sa construction soit inconnue. D’importants travaux ont eu lieu en 1552-1554. Elle peut être un pastiche du XVIe siècle, une reconstruction à l’identique, ou une église ancienne fortement reprise. Les trois travées sont voûtées en berceau ; plusieurs chapelles latérales donnent dans la nef. Le chœur date du XIVe siècle. Sur la façade occidentale, le portail néo-classique est construit à l’intérieur du portail gothique. Le campanile sur le clocher date du XIXe siècle.
L’église Sainte-Marie-Madeleine à Lincel date des XIIe et XIIIe siècles selon Josette Chambonnet ; Raymond Collier ne la fait remonter qu’au XIIIe siècle, comme la DRAC. La nef, composée de deux travées voûtées en berceau, est coupée par un transept (très rare en Haute-Provence). Le clocher-mur est construit au-dessus du chœur. Elle est couverte de lauses et est inscrite aux monuments historiques,.
La chapelle Saint-Paul est un ancien prieuré rustique, de toutes petites dimensions : la nef mesure 3,5 m par 4 m. L’abside est voûtée par un cul-de-four pris lui-même extérieurement dans un massif de maçonnerie cubique, ce qui donne un aspect carré à la chapelle. La façade est ornée de trois arcades, qui sont supportées par des colonnes à chapiteaux ornés de palmettes. Elle est classée monument historique,.
La chapelle Saint-Jean-de-Fuzils, à Aurifeuille, est un ancien ermitage, construite sur un site offrant un panorama, occupé depuis l’Antiquité tardive (Ve et VIIe siècles). Elle date du XIIe siècle, avec des colonnes préromanes. Son abside en cul-de-four est plus ancienne, du XIe siècle. Son autel est constitué d’une table en pierre posée sur des colonnettes. C’est un monument inscrit,,.
La chapelle du prieuré d’Ardène est construite en 1720<. Ce prieuré offrait un hébergement, fondé en 1209. Sur le même domaine, au milieu d’une profonde de cédraie, se trouvent un vaste pavillon de chasse (1861), et le château, construit entre 1640 et 1670. Comme beaucoup de châteaux de la région de la même époque, sa façade est encadrée par deux tours rondes engagées. Dans ce prieuré, se trouve un volet de triptyque représentant saint Paul, qui date de la deuxième moitié du XVIe siècle, classé monument historique au titre objet,.
À Lincel, près de la RN 100, une chapelle sous les vocables de Sainte-Marie-Madeleine et Saint-Syméon, date du XIIIe siècle (ce qui est une reconstruction, puisqu’elle est mentionnée dès 1155). Son abside est voûtée en cul-de-four.
Il ne reste de la chapelle Saint-Sauveur que la crypte, sous un cabanon, au sud de la RD 4100.

### Personnalités liées à la commune
- Jean-Paul de Rome d'Ardène (1689-1769), botaniste et agronome français, né à Mane, ayant vécu au domaine d'Ardène à Saint-Michel-l'Observatoire[132] et décédé dans la commune.
- Louis Annibal de Saint-Michel d'Agoult (1747-1810), général des armées de la République et de l'Empire, né dans la commune, décédé à Pampelune (Espagne).
- L’historien et félibre Léon de Berluc-Pérussis (1835-1902).
- Le général d’Empire Claude Mathieu de Gardane, né en 1766 et mort à Lincel en 1818, comte d’Empire.
- Les astrophysiciens Michel Mayor et Didier Queloz, découvreurs de la 1re exoplanète.
- Taos Amrouche (1913-1976), écrivain de langue française d’origine amazigh-kabyle et algérienne, inhumée à Saint-Michel-l’Observatoire. Sa tombe porte la simple mention de son prénom kabyle, qui signifie paon.
- Pierre Boulez (1925-2016), compositeur et chef d'orchestre français.
- Pierre Martel (1923-2001), fondateur des Alpes de Lumière, a vécu à la Bonnechère de 1962 à 1969.

### Héraldique
| Blason de Saint-Michel-l'Observatoire | Blason  | D'azur à un saint Michel d'or tenant à sa main dextre une balance de deux plateaux du même sur une terrasse de sable. |
| Blason de Saint-Michel-l'Observatoire | Détails | Le statut officiel du blason reste à déterminer.                                                                      |